# Holmes Jungle Nature Park
Holmes Jungle Nature Park är en park i Australien. Den ligger i territoriet Northern Territory, omkring 12 kilometer nordost om territoriets huvudstad Darwin.
Runt Holmes Jungle Nature Park är det ganska glesbefolkat, med 29 invånare per kvadratkilometer.. Närmaste större samhälle är Darwin, omkring 12 kilometer sydväst om Holmes Jungle Nature Park. 
Omgivningarna runt Holmes Jungle Nature Park är huvudsakligen savann. Savannklimat råder i trakten. Genomsnittlig årsnederbörd är 1 801 millimeter. Den regnigaste månaden är januari, med i genomsnitt 507 mm nederbörd, och den torraste är augusti, med 1 mm nederbörd.